# Le Corps et le Fouet (film, 1980)
Pour les articles homonymes, voir fouet.
 Pour plus de détails, voir Fiche technique et Distribution
Le Corps et le Fouet est un film pornographique suisse de style women in prison écrit et réalisé par Erwin C. Dietrich et sorti en 1980.

## Fiche technique
- Titre original allemand : Gefangene Frauen[1]
- Titre français : Le Corps et le Fouet ou Les Prisonnières de l'île aux rats ou Femmes captives[2]
- Réalisation : Erwin C. Dietrich
- Dialogues : Erwin C. Dietrich, Melvin Quiñones
- Production : Erwin C. Dietrich, Paul Grau
- Société de production : Elite Film
- Format : Couleur - 1,85:1 - Son mono - 35 mm
- Genre : Pornographie, women in prison
- Dates de sortie :
  - Suisse alémanique et Allemagne de l'Ouest : 28 mars 1980
  - France : 15 avril 1981

## Distribution
- Karine Gambier (sous le nom de « Simone Samson ») : Carla, la gardienne
- Brigitte Lahaie : Rita
- Nadine Pascal : Rosi
- France Lomay (sous le nom de « Francette Maillol ») : Lisa
- Eric Falk : L'homme gardien
- Will Stoer : Marco / the President

## Accueil critique
« Gefangene Frauen est donc l’un des tous derniers films pouvant être classés comme women in prison. Le scénario est grosso modo une variation de Sadomania, un film (autrement meilleur !) de Jesús Franco réalisé en 1980. L’on ne sera donc pas étonné de savoir que le fripon espagnol a tourné quelques scènes de celui-ci, autrement signé par le producteur allemand Erwin C. Dietrich. »

— Nicolas L.
D'après Jochen König, « Le grand atout du film est bien sûr Brigitte Lahaie qui, nue ou habillée, fait très bonne figure. Elle n'est guère sollicitée sur le plan théâtral, mais présente le peu qu'elle a avec un naturel engageant qui l'aurait prédestinée à des rôles plus importants et plus exigeants ».